# Broiler (DJs)
Broiler, tidigare DJ Broiler (till 2013), är en norsk DJ- och elektronisk dansmusik-grupp bestående av Mikkel Christiansen och Simen Auke. De blev kända 2011 genom internet. 2012 släppte de låten "Afterski" som låg på VG-lista i 21 veckor och som bäst låg på tredje plats.

## Diskografi

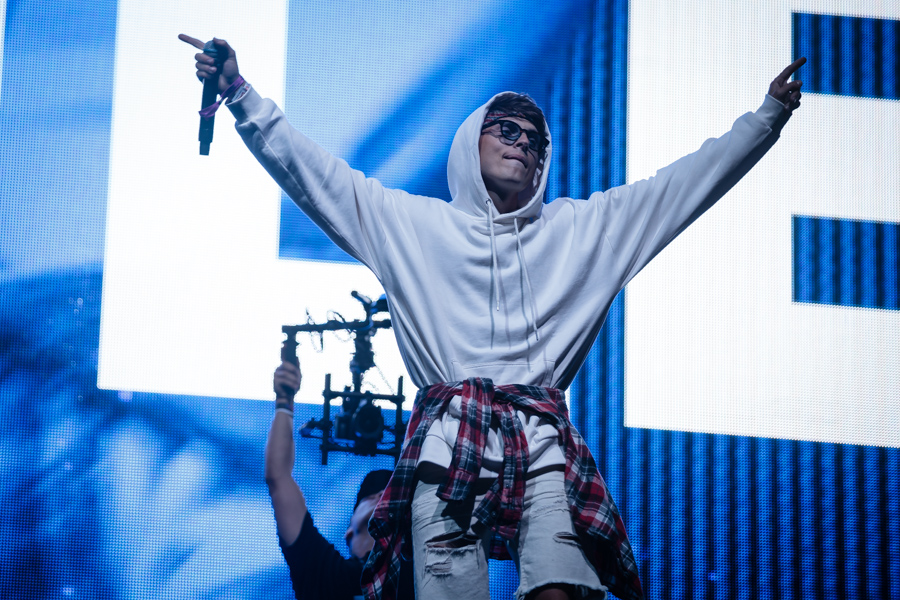
På Stavernfestivalen 2018.

### Studioalbum
- 2013 – The Beginning (4 november)

### Singlar
- 2012 – "Afterski"
- 2013 – "Vannski"
- 2013 – "En gang til" (med Sirkus Eliassen)
- 2013 – "Bonski"
- 2013 – "Colors"
- 2014 – "Rays of Light"
- 2014 – "Wild Eyes" (med Ravvel)
- 2014 – "For You" (med Anna Bergendahl)
- 2015 – "Fly By Night" (med Tish Hyman)
- 2016 – "Money" (med Bekuh Boom)
- 2016 – "Daydream"
- 2018 – "Mirror"
- 2018 – "A Little Longer"

### Remix
- 2014 – "Happy Home" (ursprungligen av Hedegaard)
- 2015 – "Shots" (ursprungligen av Imagine Dragons)
- 2015 – "It's You" (ursprungligen av Syn Cole)
- 2015 – "I Can't Say No!" (ursprungligen av Lea Rue)